# 綿貫弘一
綿貫 弘一（わたぬき こういち、1936年11月3日 -  ）は、日本の経営者。京葉銀行頭取を務めた。

## 来歴・人物
千葉県出身。1959年に早稲田大学商学部を卒業し、同年に千葉銀行に入行した。1974年に千葉相互銀行（のちの京葉銀行）に転じ、1977年6月に取締役に就任し、1981年6月に常務、1988年6月に専務を経て、1998年6月に副頭取に就任し、2000年4月には頭取に昇格。2008年6月に会長に就任し、2012年6月には特別顧問に就任。
2006年11月に旭日中綬章を受章。